# Al-Qazwini
Zakarīyā ibn Muḥammad al-Qazwīnī (en arabe : زكرياء بن محمد القزويني ; en persan : زکریای قزوینی), né à Qazwin en Iran vers 1203 et mort à Bagdad vers 1283, est un homme de lettres et un juriste d'origine arabe,,,.

## Biographie

### Famille et formation
Né à Qazvin en 1203, Al-Qazwini appartenait à une famille arabe descendante d’Anas Ibn Malik qui s’était installée bien avant dans la ville. 
Jeune, il étudie à Damas à partir de 1233 puis voyage jusqu'en Irak avant de s’y installer.

### Carrière
À Bagdad, il devient le jurisconsulte du calife Abbasside Al-Musta'sim jusqu'en 1258, date de la prise de la ville par les Mongols.
Par ailleurs, il pratique l'astronomie, la géologie ou la minéralogie en dehors de son travail de juge. Il est ainsi l'auteur d'un traité de géographie et de météorologie, dans lequel il décrit la théorie des sept climats dans les différentes régions du monde alors connues. Il écrit également dans les domaines de l’histoire naturelle, ainsi que sur les plantes, les animaux, la nature, l’astronomie et la géologie.
Son ouvrage principal et le plus célèbre est un important traité de cosmographie intitulé Les Merveilles des choses créées et les curiosités des choses existantes (en arabe : عجائب المخلوقات وغرائب الموجودات).

## Portée de son œuvre
L'œuvre d'Al-Qazwini résume l'imaginaire de la création telle qu'elle était perçue au XIIIe siècle. Elle nous brosse un tableau vivant des croyances et des mythes qui étaient au cœur même des cités du monde arabo-musulman, mais étaient tout aussi présents dans l'Occident médiéval. 
Sur le plan littéraire et scientifique, Al-Qazwini est le contemporain tardif des Mille et une nuits qui, déjà depuis plus d'un siècle, se colportent à Bagdad, la « cité ronde » des grands califes.
Les Merveilles des choses créées et les curiosités des choses existantes connut un véritable succès auprès des lettrés arabes et donna lieu à de nombreuses traductions persanes, turques, et européennes, ainsi qu'à des abrégés et des adaptations jusqu'au XIXe siècle.
Immensément populaire, cet ouvrage illustré est aujourd’hui conservé en de nombreux exemplaires.